# Radomir Antić
Radomir Antić (în sârbă Радомир Антић; n. 22 noiembrie 1948, Jitiște, RP Serbia, RSF Iugoslavia – d. 6 aprilie 2020, Madrid, Spania) a fost un fotbalist sârb și antrenor al echipei naționale de fotbal a Serbiei.
Este singurul antrenor care a antrenat atât pe Real Madrid CF, FC Barcelona cât și pe  Atlético Madrid.